# 21 postulatów Międzyzakładowego Komitetu Strajkowego

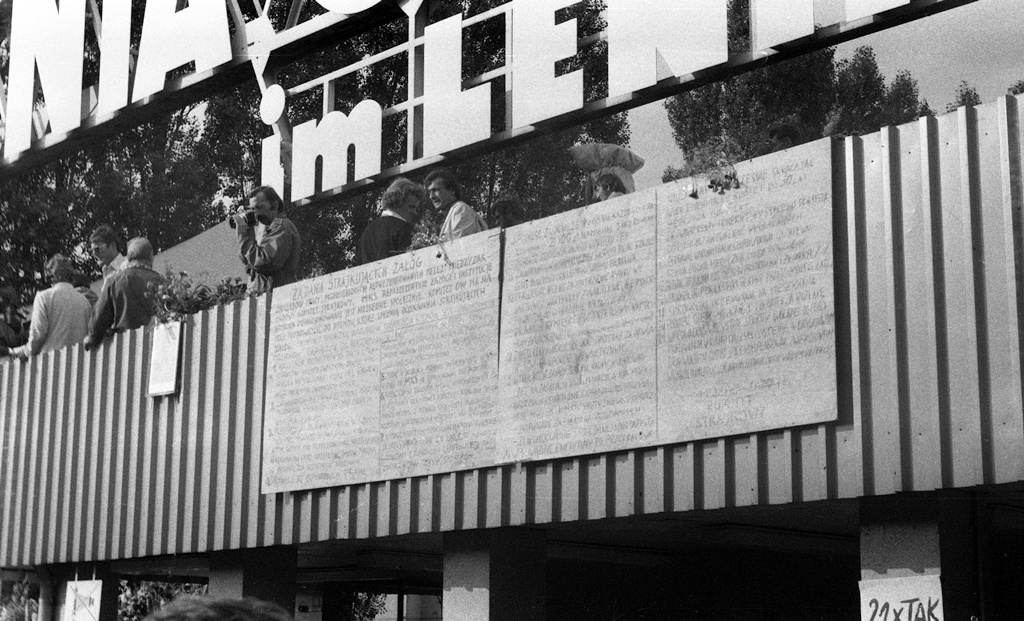
Tablice z 21 postulatami Międzyzakładowego Komitetu Strajkowego umieszczone na budynku portierni przy Bramie nr 2 Stoczni Gdańskiej im. Lenina

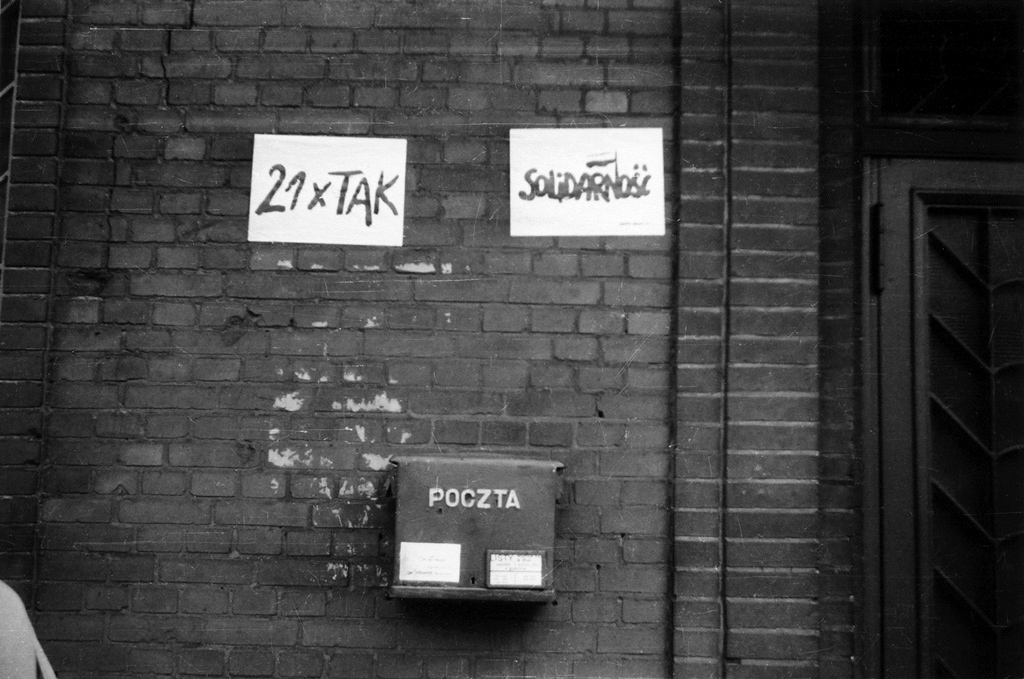
Hasło odnoszące się do postulatów Międzyzakładowego Komitetu Strajkowego: „21 x TAK” oraz plakat ze znakiem „Solidarność” zaprojektowany przez Jerzego Janiszewskiego

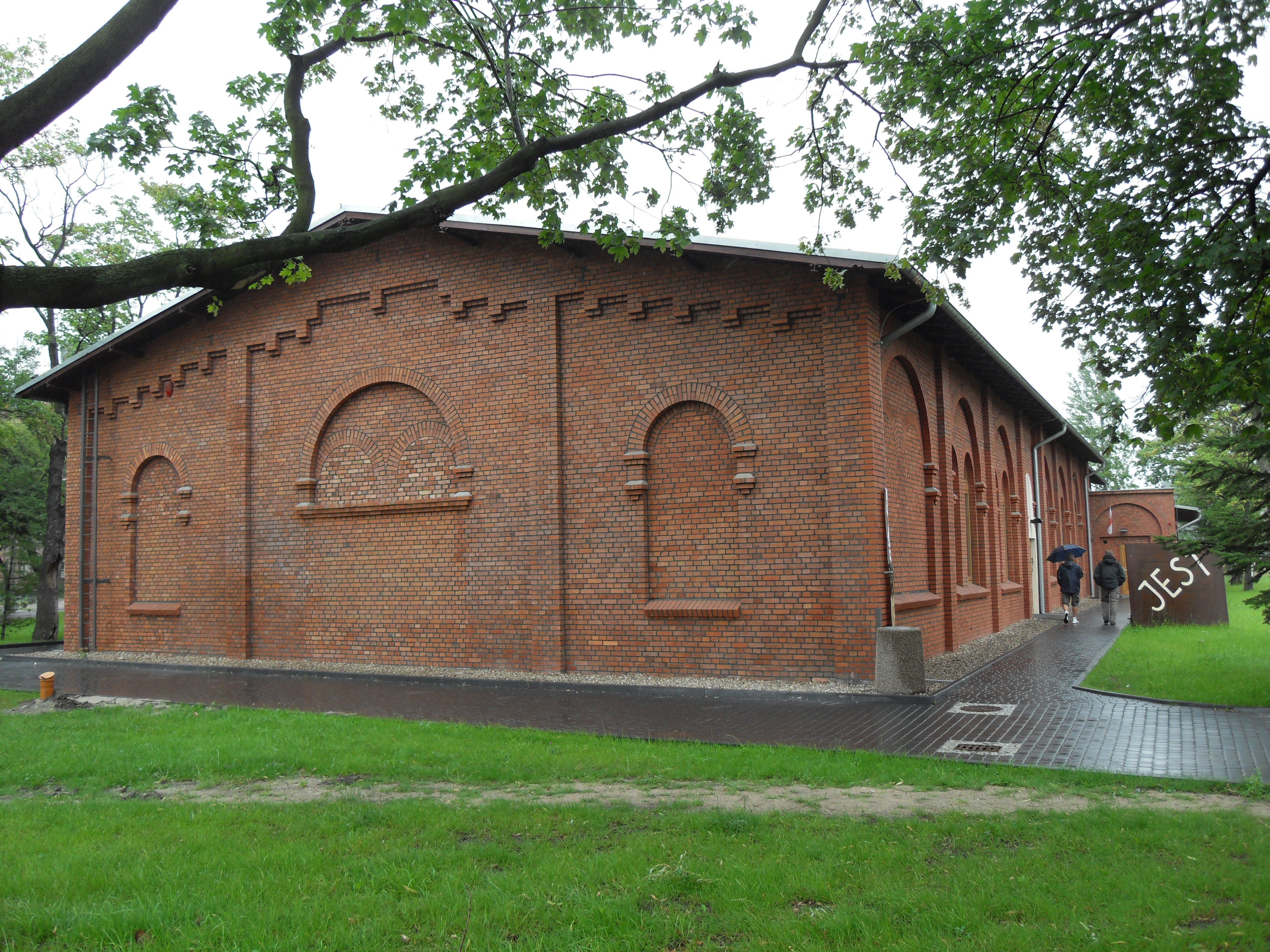
Sala BHP Stoczni Gdańskiej, stan obecny

21 postulatów Międzyzakładowego Komitetu Strajkowego – lista postulatów ogłoszonych 17 sierpnia 1980 przez Międzyzakładowy Komitet Strajkowy (MKS). Listę otwierało żądanie utworzenia wolnych związków zawodowych. Pozostałe dotyczyły przestrzegania konstytucyjnych praw i wolności, zniesienia przywilejów partyjnych oraz poprawy warunków bytowych społeczeństwa.
Lista żądań powstała na podstawie postulatów strajkujących zakładów pracy, po gorących dyskusjach w gronie liderów strajku, m.in. Andrzeja i Joanny Gwiazdów, Bogdana Lisa, Aliny Pienkowskiej i Lecha Wałęsy (ostatecznie zredagował je Bogdan Borusewicz). 18 sierpnia kierownictwo MKS zdecydowało o podaniu treści postulatów do publicznej wiadomości.
Postulaty robotników były dla władz trudne do zaakceptowania, bo nie dotyczyły wyłącznie żądań ekonomicznych. Jako pierwsze żądanie strajkujący postawili zapewnienie im prawa do utworzenia własnej reprezentacji w państwie. Robotnicy chcieli samodzielnie zorganizować się w wolne związki zawodowe, które mogłyby przemawiać do „rządu robotniczo-chłopskiego” w imieniu „ludu pracującego miast i wsi”. W ten sposób stawiali w wątpliwość wiarygodność PZPR jako partii, która miała sprawować rządy w imieniu proletariatu.
Kolejne postulaty miały również charakter polityczny. Robotnicy domagali się przestrzegania zawartego w konstytucji PRL prawa do wolności słowa oraz dostępu do kontrolowanych przez partię mediów. Strajkujący żądali też zaprzestania represji wobec osób prześladowanych za przekonania.
Robotnicy przedstawili również szereg żądań ekonomicznych i socjalnych. Domagali się przeprowadzenia zmian w gospodarce, aby kraj mógł wyjść z kryzysu gospodarczego. Postulowali zwiększenie wsparcia dla osób wychowujących dzieci. Za ważne uznali też skrócenie wieku emerytalnego i reformę służby zdrowia. W ostatnim postulacie domagali się wolnych sobót.
Postulaty robotników wydawały się Partii radykalne, ale nie pragnęli oni obalenia „władzy ludowej”. ZSRR był wciąż groźny. Zgodnie z doktryną Leonida Breżniewa, żaden kraj należący do Układu Warszawskiego nie mógł zawrócić z drogi do komunizmu. Rządy osadzone przez ZSRR w krajach obozu wschodniego mogły w razie problemów liczyć na „bratnią pomoc” od towarzyszy z państw sąsiednich. Przykładem była tutaj Praska Wiosna, która została siłą stłumiona poprzez inwazję wojsk Układu Warszawskiego (w tym Armii Czerwonej oraz Ludowego Wojska Polskiego) na Czechosłowację.
Strajkujący wzywali do stworzenia „socjalizmu z ludzką twarzą”. Wierzyli, że państwo „ludowe” można zreformować, aby polepszyć los zwykłych obywateli.
31 sierpnia 1980 r. w sali BHP Stoczni Gdańskiej zostało podpisane porozumienie pomiędzy MKS reprezentującym ponad 700 zakładów oraz delegacją rządową. Kwestią sporną było zwolnienie więźniów politycznych, czego domagał się Lech Wałęsa. Wicepremier Mieczysław Jagielski ostatecznie wyraził zgodę na pisemne gwarancje zwolnienia więźniów. O godzinie 16 podpisano dokument końcowy porozumień.
W 2003 lista 21 postulatów wpisana została na listę najbardziej wartościowych dokumentów świata UNESCO – Pamięć Świata.

## 21 postulatów Międzyzakładowego Komitetu Strajkowego z 17 sierpnia 1980
Żądania strajkujących załóg reprezentowanych przez Międzyzakładowy Komitet Strajkowy były następujące:
1. Akceptacja niezależnych od partii i pracodawców wolnych związków zawodowych, wynikająca z ratyfikowanej przez PRL Konwencji nr 87 Międzynarodowej Organizacji Pracy dotyczącej wolności związkowych.
2. Zagwarantowanie prawa do strajku oraz bezpieczeństwa strajkującym i osobom wspomagającym.
3. Przestrzegać zagwarantowaną w Konstytucji PRL wolność słowa, druku, publikacji, a tym samym nie represjonować niezależnych wydawnictw oraz udostępnić środki masowego przekazu dla przedstawicieli wszystkich wyznań.
4. a) przywrócić do poprzednich praw: – ludzi zwolnionych z pracy po strajkach w 1970 i 1976, – studentów wydalonych z uczelni za przekonania,
b) zwolnić wszystkich więźniów politycznych (w tym Edmunda Zadrożyńskiego, Jana Kozłowskiego, Marka Kozłowskiego),
c) znieść represje za przekonania.
5. Podać w środkach masowego przekazu informację o utworzeniu Międzyzakładowego Komitetu Strajkowego oraz publikować jego żądania.
6. Podjąć realne działania mające na celu wyprowadzenie kraju z sytuacji kryzysowej poprzez:
a) podawanie do publicznej wiadomości pełnej informacji o sytuacji społeczno-gospodarczej,
b) umożliwienie wszystkim środowiskom i warstwom społecznym uczestniczenie w dyskusji nad programem reform.
7. Wypłacić wszystkim pracownikom biorącym udział w strajku wynagrodzenie za okres strajku jak za urlop wypoczynkowy z funduszu CRZZ.
8. Podnieść wynagrodzenie zasadnicze każdego pracownika o 2000 zł na miesiąc jako rekompensatę dotychczasowego wzrostu cen.
9. Zagwarantować automatyczny wzrost płac równolegle do wzrostu cen i spadku wartości pieniądza.
10. Realizować pełne zaopatrzenie rynku wewnętrznego w artykuły żywnościowe, a eksportować tylko i wyłącznie nadwyżki.
11. Wprowadzić na mięso i przetwory kartki – bony żywnościowe (do czasu opanowania sytuacji na rynku).
12. Znieść ceny komercyjne i sprzedaż za dewizy w tzw. eksporcie wewnętrznym.
13. Wprowadzić zasady doboru kadry kierowniczej na zasadach kwalifikacji, a nie przynależności partyjnej, oraz znieść przywileje MO, SB i aparatu partyjnego poprzez: zrównanie zasiłków rodzinnych, zlikwidowanie specjalnej sprzedaży itp.
14. Obniżyć wiek emerytalny dla kobiet do 50 lat, a dla mężczyzn do lat 55 lub [zaliczyć] przepracowanie w PRL 30 lat dla kobiet i 35 lat dla mężczyzn bez względu na wiek.
15. Zrównać renty i emerytury starego portfela do poziomu aktualnie wypłacanych.
16. Poprawić warunki pracy służby zdrowia, co zapewni pełną opiekę medyczną osobom pracującym.
17. Zapewnić odpowiednią liczbę miejsc w żłobkach i przedszkolach dla dzieci kobiet pracujących.
18. Wprowadzić urlop macierzyński płatny przez okres trzech lat na wychowanie dziecka.
19. Skrócić czas oczekiwania na mieszkanie.
20. Podnieść diety z 40 zł do 100 zł i dodatek za rozłąkę.
21. Wprowadzić wszystkie soboty wolne od pracy. Pracownikom w ruchu ciągłym i systemie 4-brygadowym brak wolnych sobót zrekompensować zwiększonym wymiarem urlopu wypoczynkowego lub innymi płatnymi dniami wolnymi od pracy[2].

## Tablice z postulatami

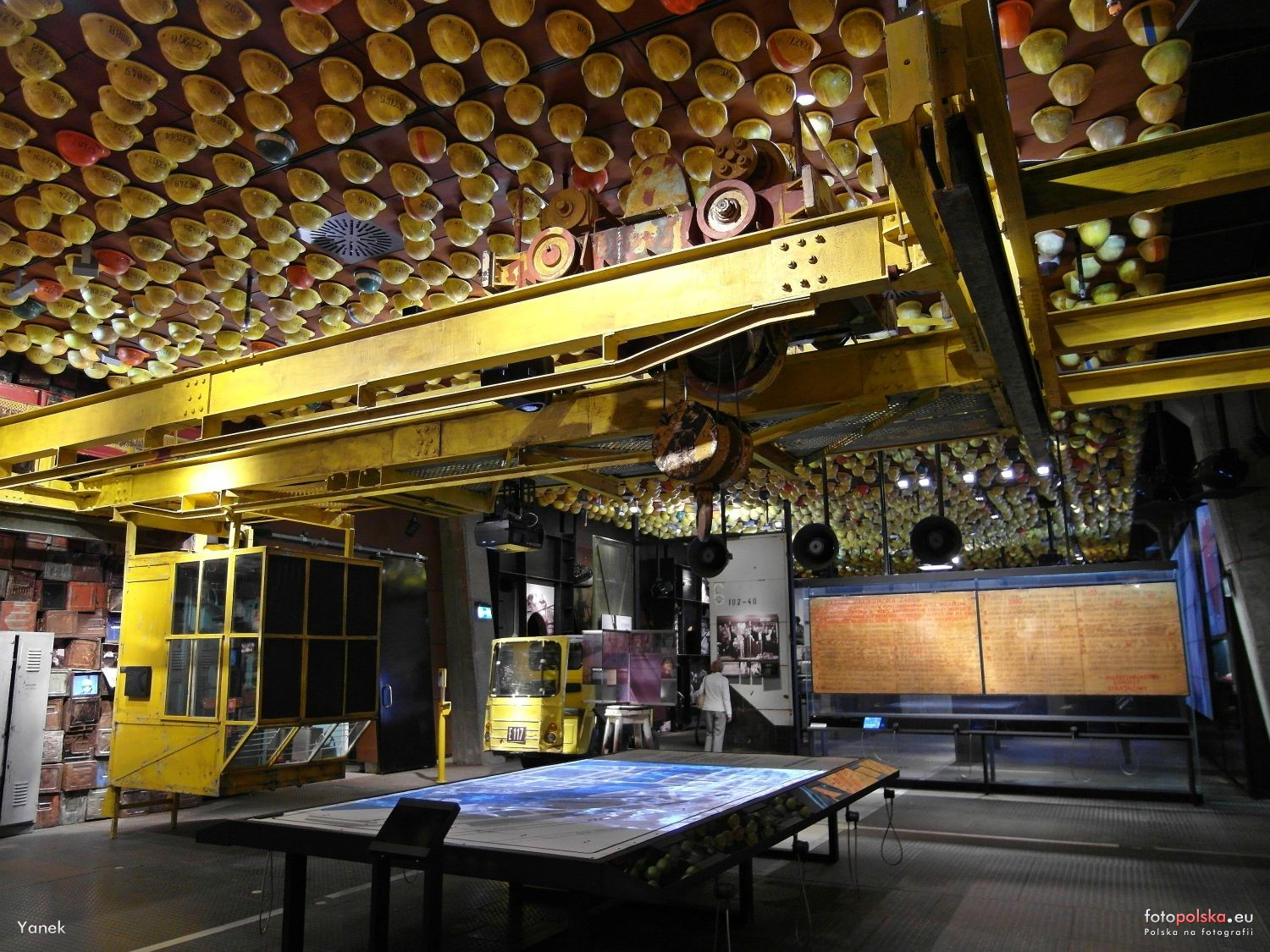
Sala A wystawy stałej z tablicami 21 postulatów eksponowane w Europejskim Centrum Solidarności.

Tablice z postulatami strajkujących zawisły na osłonie dachu portierni stoczniowej bramy nr 2 z braku innej możliwości rzetelnego przedstawienia postulatów opinii publicznej. Pierwszą tablicę zapisał Arkadiusz Rybicki, drugą Maciej Grzywaczewski.
Po zakończeniu strajku tablice z postulatami zdemontowano, a w 1981 roku związek przekazał je do Centralnego Muzeum Morskiego, które urządziło wystawę poświęconą Sierpniowi 1980.
Pracownicy CMM przeprowadzili konserwację oryginalnych tablic oraz wykonali ich kopie (autoryzowane przez Związek, stoczniowa trasernia przekazała taką samą sklejkę, której użyto w czasie strajku), aby można je eksponować równocześnie w Gdańsku i w innych częściach kraju. Niedługo po wprowadzeniu stanu wojennego władza zarekwirowała eksponaty z wystawy w CMM, w tym tablice. Były to jednak kopie, ponieważ oryginał już wcześniej schowano w magazynie muzealnym. Później dwóch pracowników muzeum wywiozło tablice z magazynu na Ołowiance i ukryło. Wiesław Urbański, który przechowywał tablice w swoim domu, zwrócił je po przemianach ustrojowych 1989 roku.
Decyzją Sekretarza Generalnego UNESCO z 16 października 2003 tablice wpisano na Światową Listę Dziedzictwa Kulturowego UNESCO.  Tablice zostały uznane przez Międzynarodowy Komitet Doradczy Programu UNESCO „Pamięć Świata” za jeden z najważniejszych dokumentów XX wieku, świadectwo wydarzeń mających przełomowy wpływ na zmiany polityczne, ustrojowe i gospodarcze państw bloku socjalistycznego, których kolebką była Stocznia Gdańska.
Od sierpnia 2014 oryginalne tablice z 21 postulatami eksponowane są na wystawie stałej Europejskiego Centrum Solidarności, w sali A „Narodziny Solidarności”, jako depozyt Narodowego Muzeum Morskiego.